# Volker Seresse
Volker Seresse (* 1963 in Neuss am Rhein) ist ein deutscher Historiker.

## Wissenschaftlicher Werdegang
Ein Studium der Mittleren und Neueren Geschichte, Romanischen Philologie und Alten Geschichte in Mainz, Dijon und Kiel schloss Seresse  1989 mit dem Magister Artium ab. 1992 wurde er promoviert. Von 1997 bis zu seiner Habilitation 2002 war er wissenschaftlicher Assistent am Lehrstuhl für Geschichte der Frühen Neuzeit bei Olaf Mörke. Nach vier Jahren als Oberassistent wurde er 2007 apl. Professor und Lehrkraft für besondere Aufgaben (Geschichte der Neuzeit).

## Interessen- und Forschungsschwerpunkte
Seresse ist ein Spezialist für die frühe Neuzeit. Dabei interessiert er sich besonders für Religion und Politik und für die Geschichte Nordeuropas.

## Werke
- Des Königs „arme weit abgelegenne Untterthanen“. Oesel unter dänischer Herrschaft 1559/84–1613. Lang, Frankfurt am Main [u. a.] 1996. ISBN 3-631-30487-0. Zugl.: Kiel, Univ., Diss., 1992
- Tysk bergverkstradisjon ved Røros kobberverk 1671–1685. En undersøkelse om innvandring av bergfolk fra Sachsen og Harzregionen til Norge og deres virksomhet på 1600-tallet. Tapir, Trondheim 1992. Aus dem Deutschen übersetzt. Kiel, Universität (veränderte Magisterarbeit), 1988; ISBN 82-519-1099-4
- Politische Normen in Kleve-Mark während des 17. Jahrhunderts. Argumentationsgeschichtliche und herrschaftstheoretische Zugänge zur politischen Kultur der frühen Neuzeit. Bibliotheca Academica Verl., Epfendorf  2005. ISBN 3-928471-59-7
- (als Hrsg.:) Schlüsselbegriffe der politischen Kommunikation in Mitteleuropa während der frühen Neuzeit. 2009. ISBN 978-3-631-54590-4
- Kirche und Christentum – Grundwissen für Historiker. UTB, Stuttgart 2010; ISBN 978-3-825-23342-6